# Orestilla primoris
Orestilla primoris är en tvåvingeart som beskrevs av Henry J. Reinhard 1944. Orestilla primoris ingår i släktet Orestilla och familjen parasitflugor.
Artens utbredningsområde är New Mexico. Inga underarter finns listade i Catalogue of Life.